# باهرة هندية
الباهرة الهندية أو زنبق لهيبي أو زنبق متسلق أو زنبق زاحف أو زنبق ناري أو زنبق متألق (الاسم العلمي: Gloriosa superba) نوع نبات مزهر من الفصيلة اللحلاحية.

## معرض صور

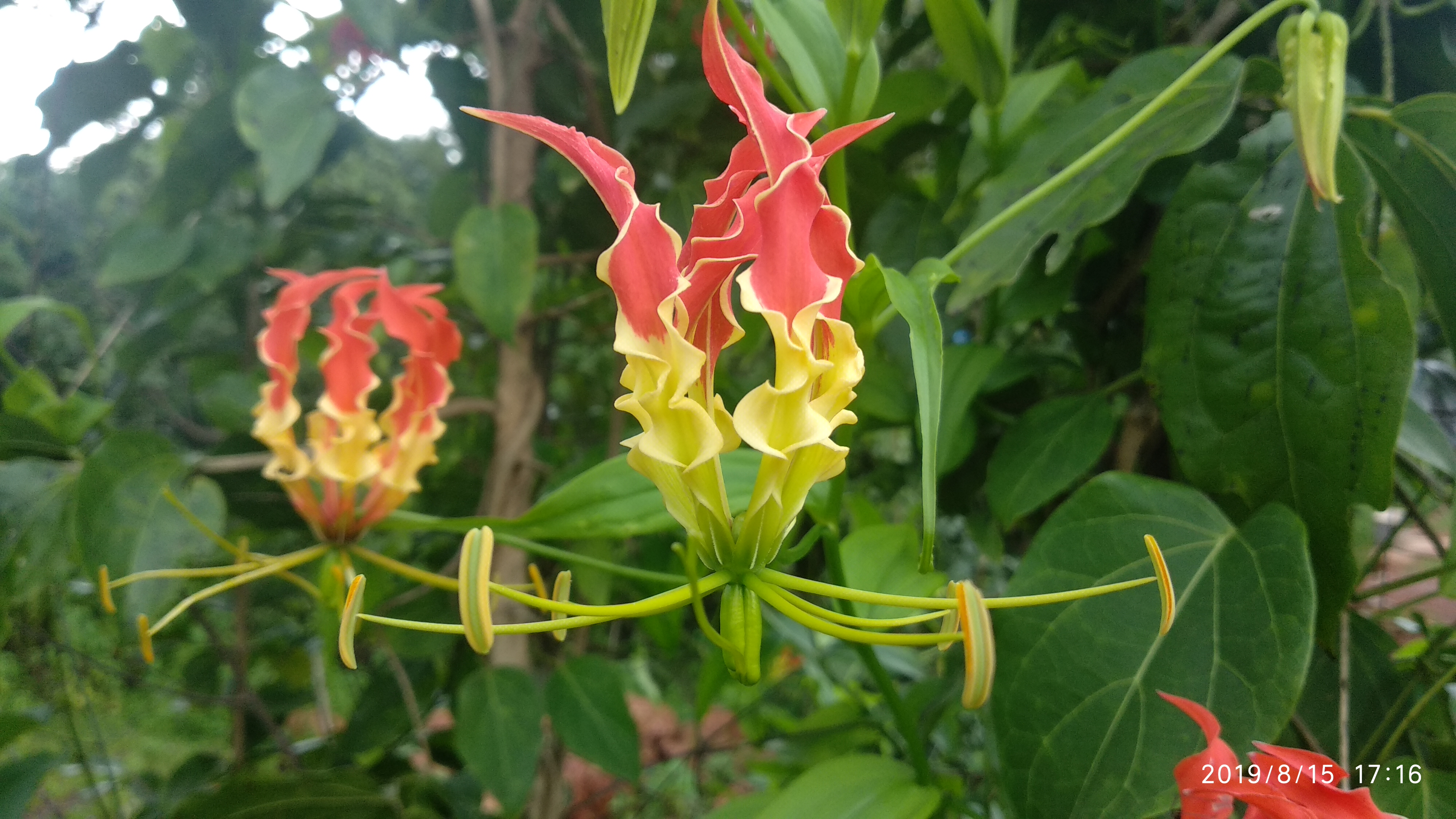
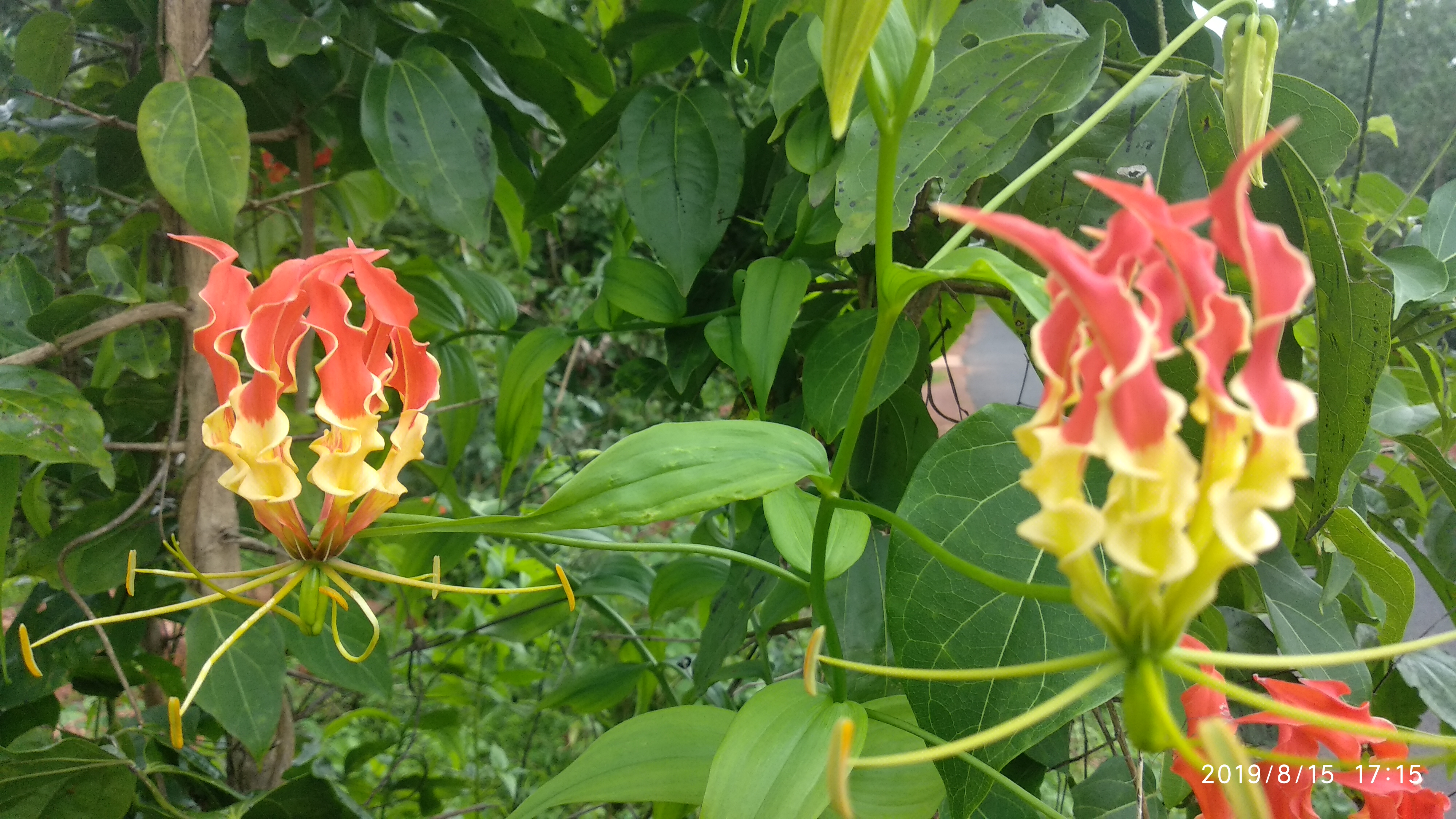
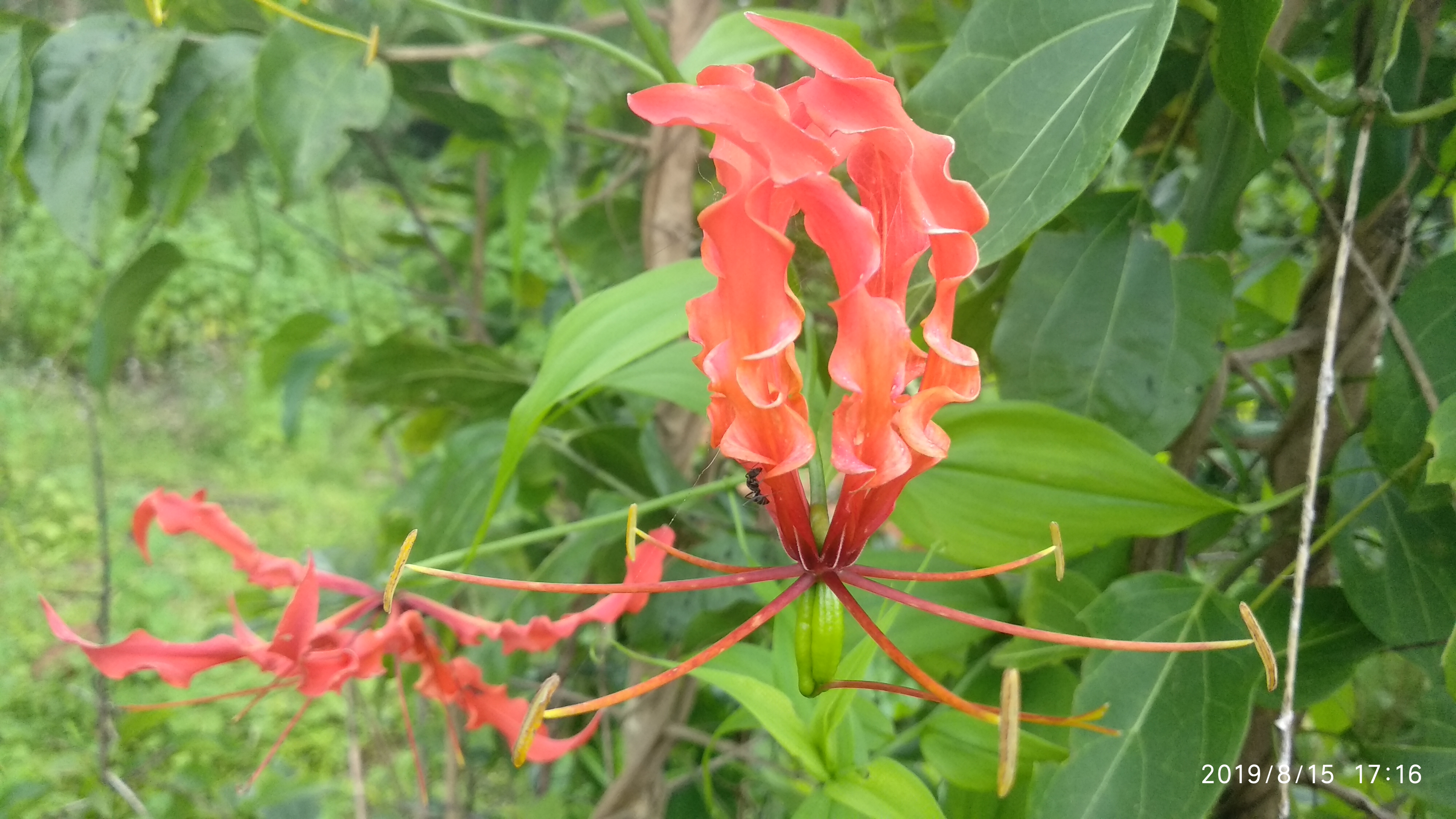
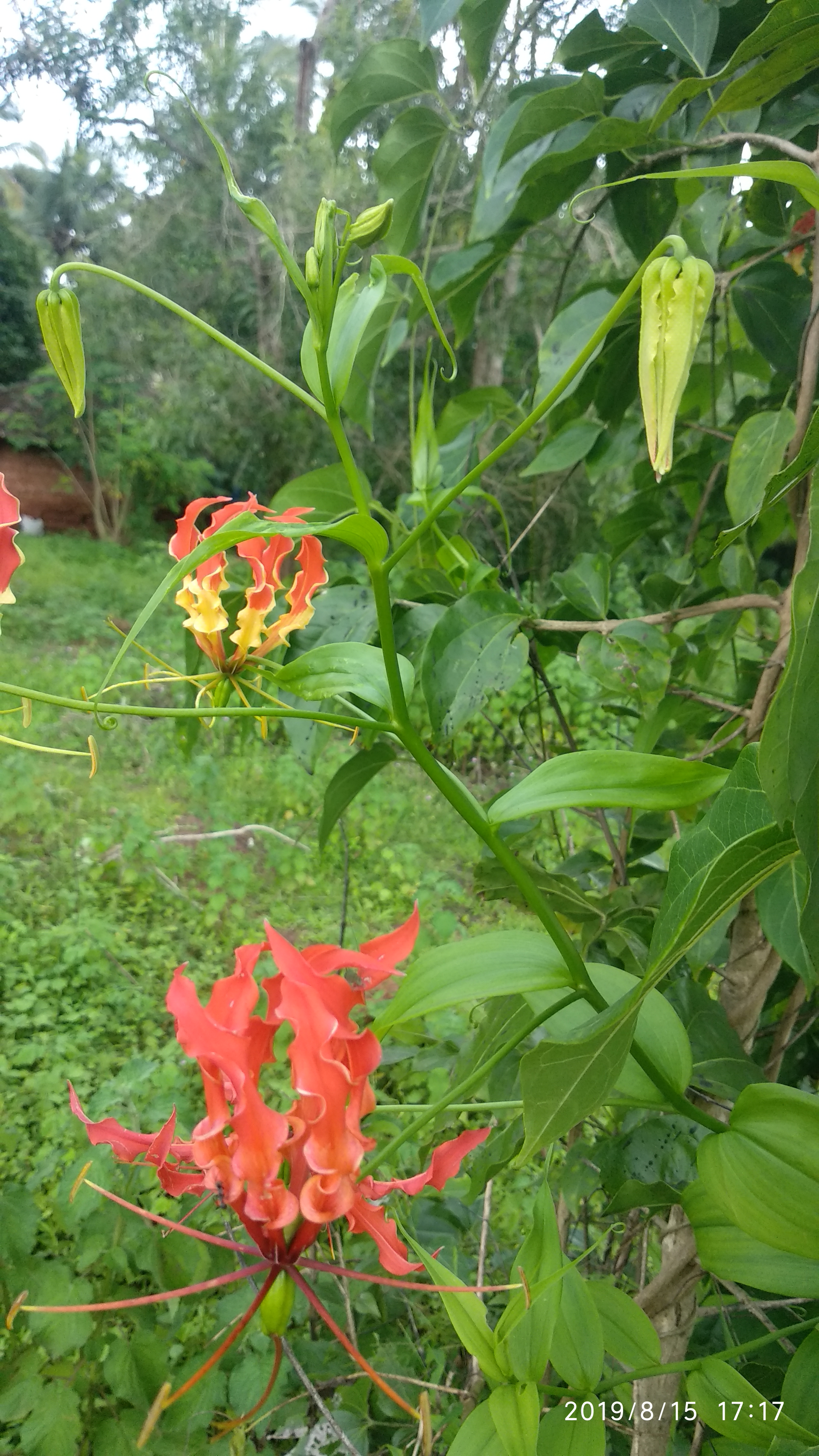